# Cá voi trơn Bắc Đại Tây Dương
Cá voi trơn Bắc Đại Tây Dương (danh pháp hai phần: Eubalaena glacialis) là một loài cá voi thuộc họ Cá voi trơn (Balaenidae). Cá voi trơn Bắc Đại Tây Dương phân bố ở Bắc Đại Tây Dương. Thức ăn của chúng gồm chủ yếu là copepoda và một số động vật không xương sống như nhuyễn thể, pteropoda và ấu trùng hàu.
Con trưởng thành dài trung bình 45-55 foot (14–17 m) và nặng tới 70 tấn, các mẫu vật lớn nhất đo được 60 foot (18 m) và 117 tấn. Con cái lớn hơn con đực.

## Hình ảnh

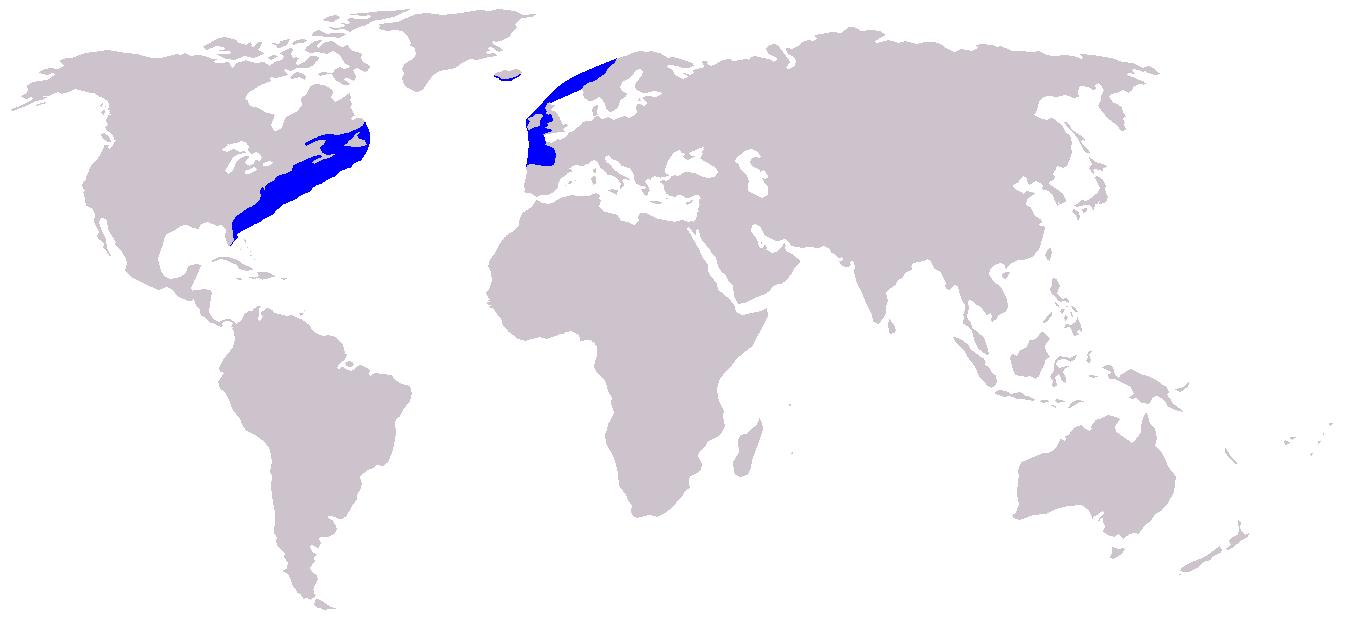
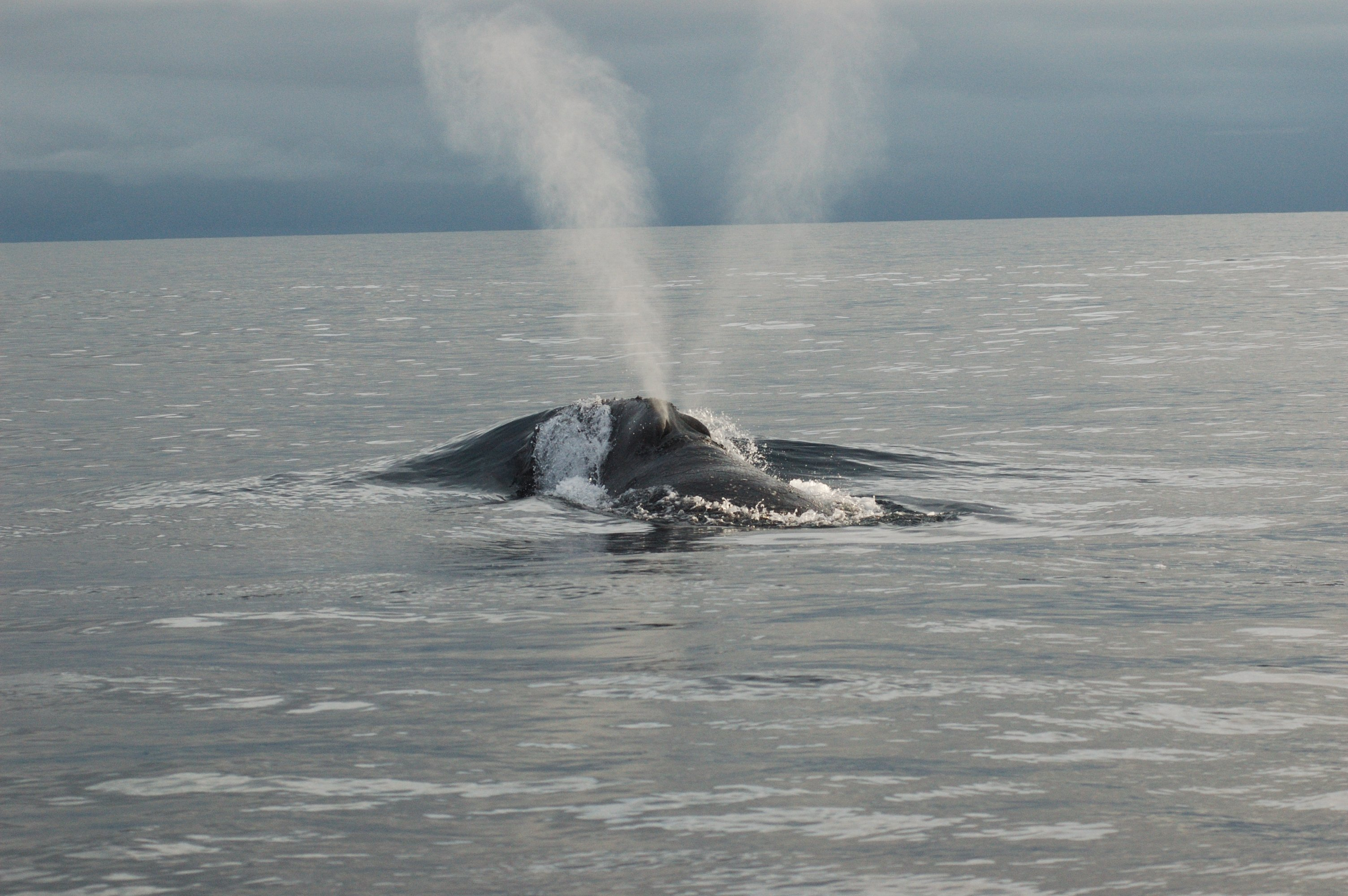
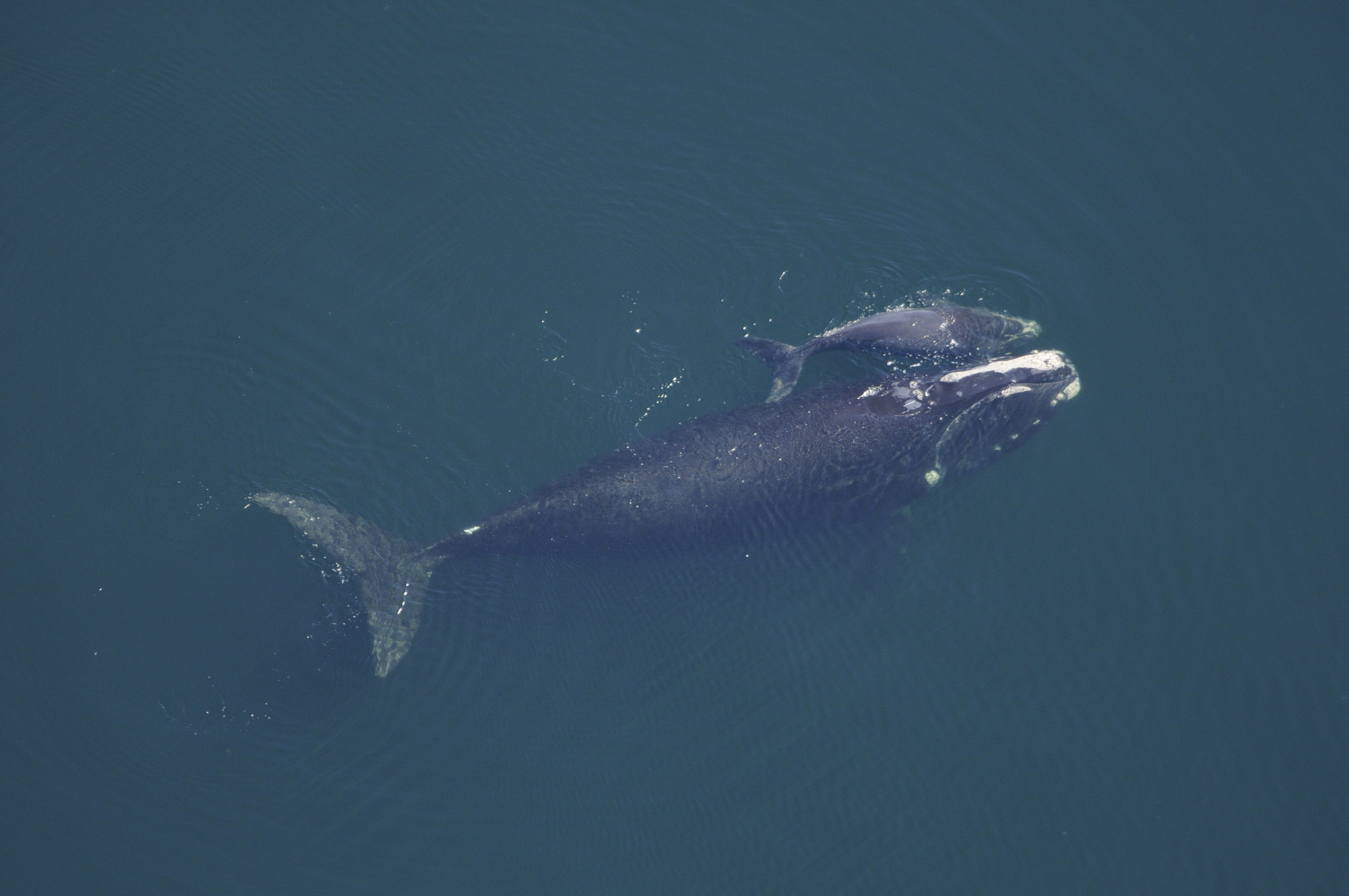
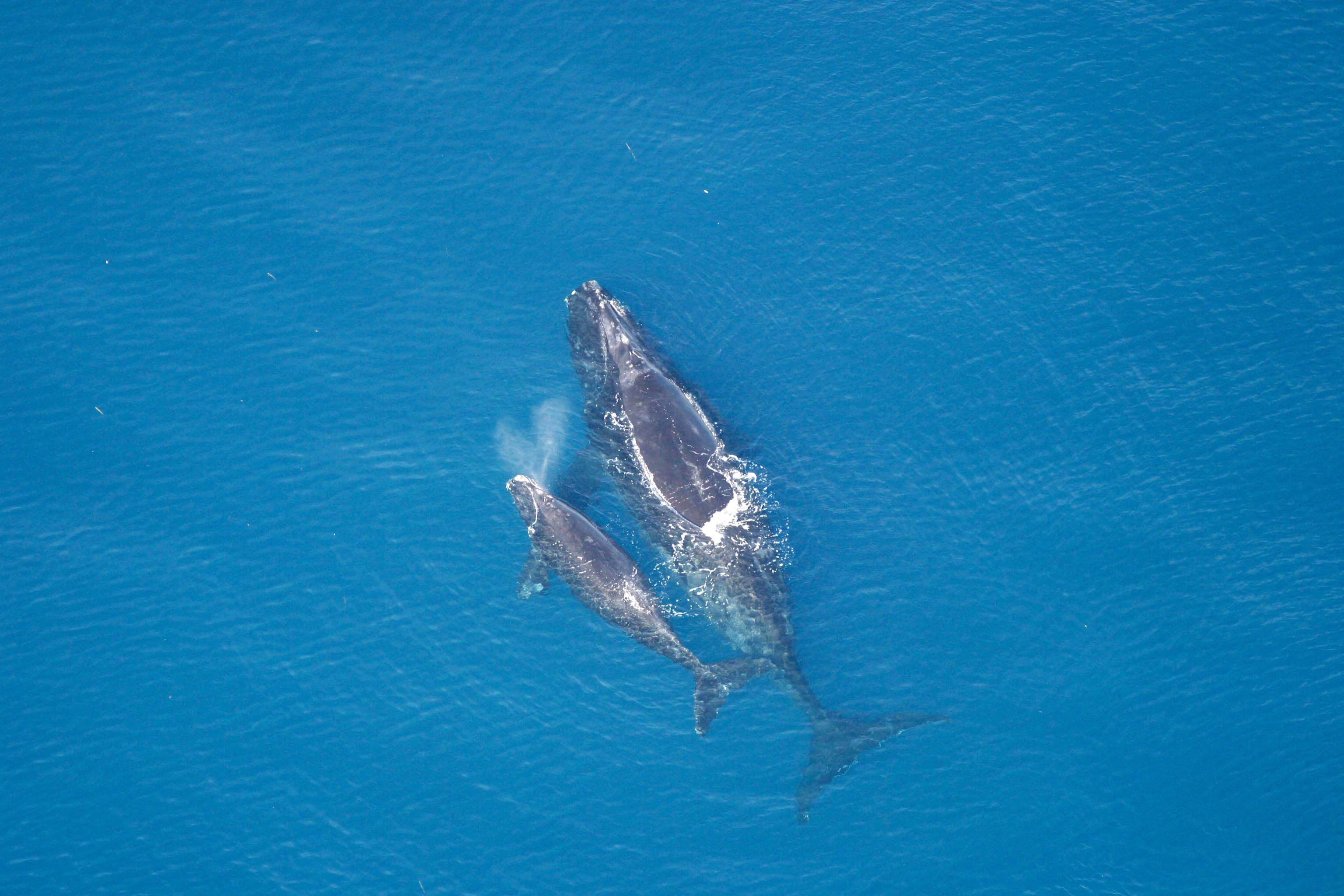